# Сен-Жакю-де-ла-Мер
Сен-Жакю́-де-ла-Мер (фр. Saint-Jacut-de-la-Mer, брет. Sant-Yagu-an-Enez) — коммуна во Франции, находится в регионе Бретань. Департамент — Кот-д’Армор. Входит в состав кантона Планкоэт. Округ коммуны — Динан.
Код INSEE коммуны — 22302.

## География
Коммуна расположена приблизительно в 340 км к западу от Парижа, в 70 км северо-западнее Ренна, в 45 км к востоку от Сен-Бриё.
Коммуна расположена на южном берегу пролива Ла-Манш.

## Население
Население коммуны на 2016 год составляло 906 человек.
| 1962 | 1968 | 1975 | 1982 | 1990 | 1999 | 2008 | 2016 |
| ---- | ---- | ---- | ---- | ---- | ---- | ---- | ---- |
| 1051 | 1022 | 934  | 893  | 797  | 871  | 840  | 906  |

## Экономика
В 2007 году среди 448 человек в трудоспособном возрасте (15—64 лет) 286 были экономически активными, 162 — неактивными (показатель активности — 63,8 %, в 1999 году было 62,2 %). Из 286 активных работали 251 человек (134 мужчины и 117 женщин), безработных было 35 (18 мужчин и 17 женщин). Среди 162 неактивных 24 человека были учениками или студентами, 83 — пенсионерами, 55 были неактивными по другим причинам.

## Достопримечательности
- Башня Эбиан (XVII век), расположена на одноимённом острове. Построена из гранита и песчаника. Исторический памятник с 2010 года[3]

## Фотогалерея

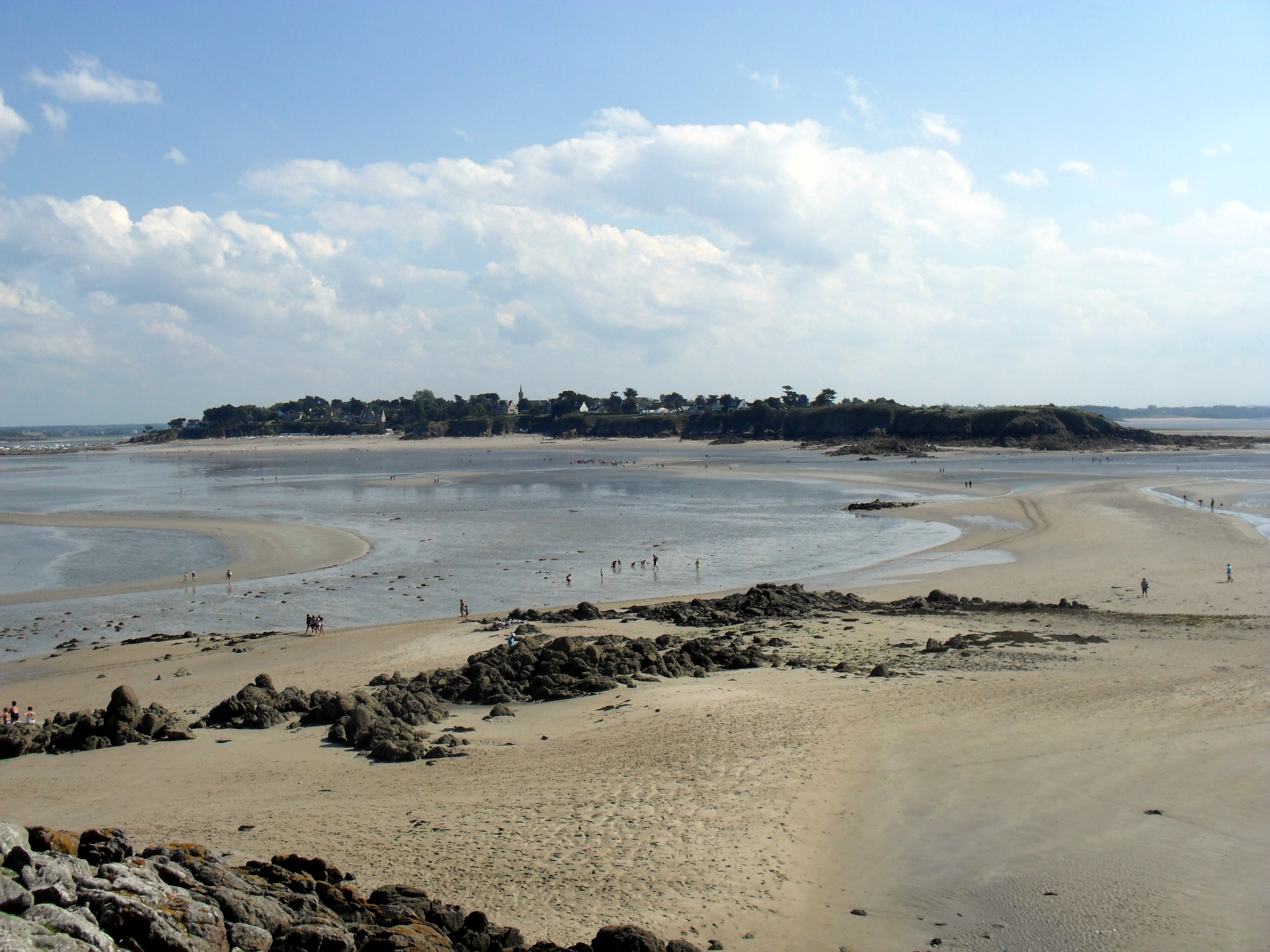
Сен-Жакю-де-ла-Мер (вид с острова Эбиан)
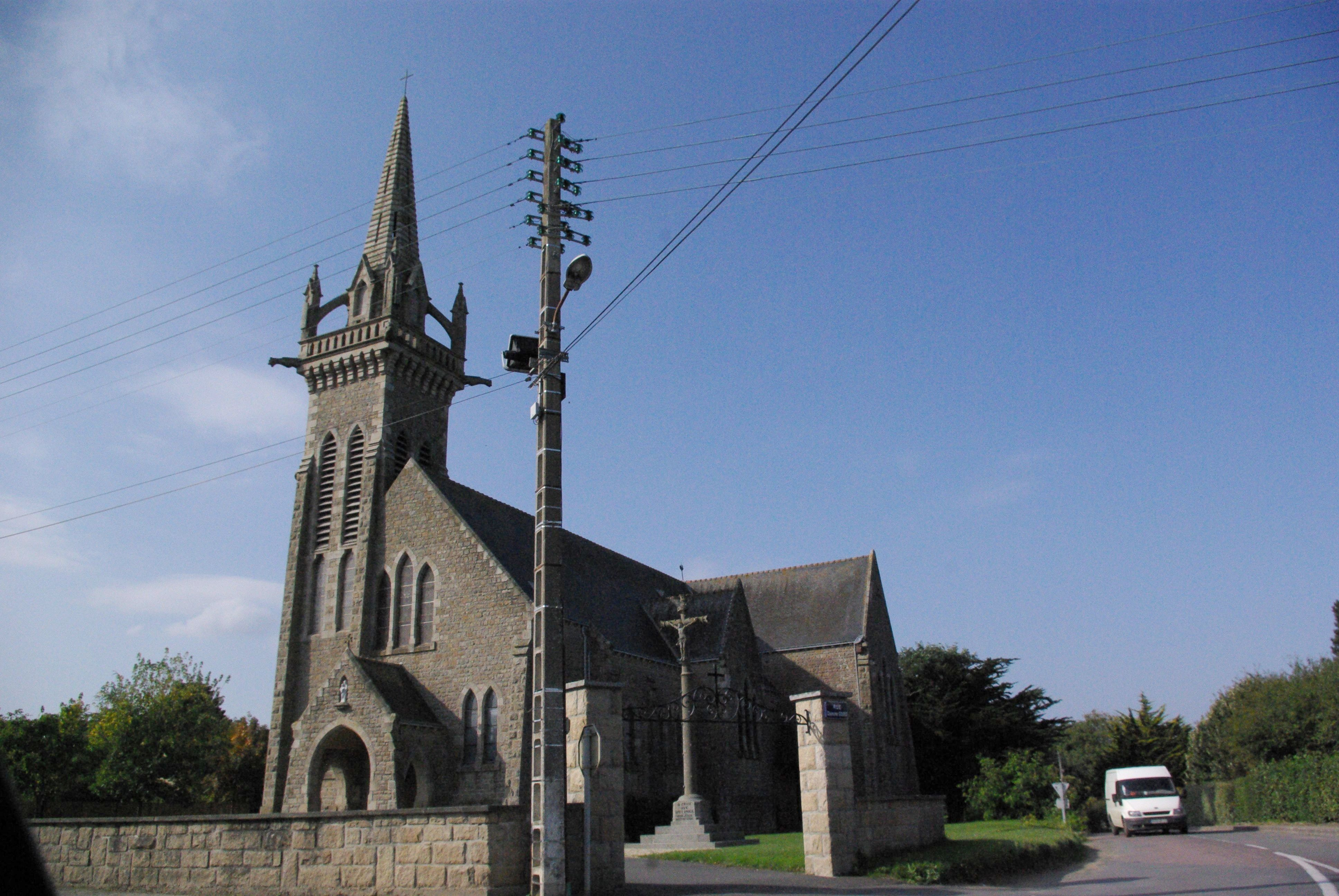
Церковь Нотр-Дам
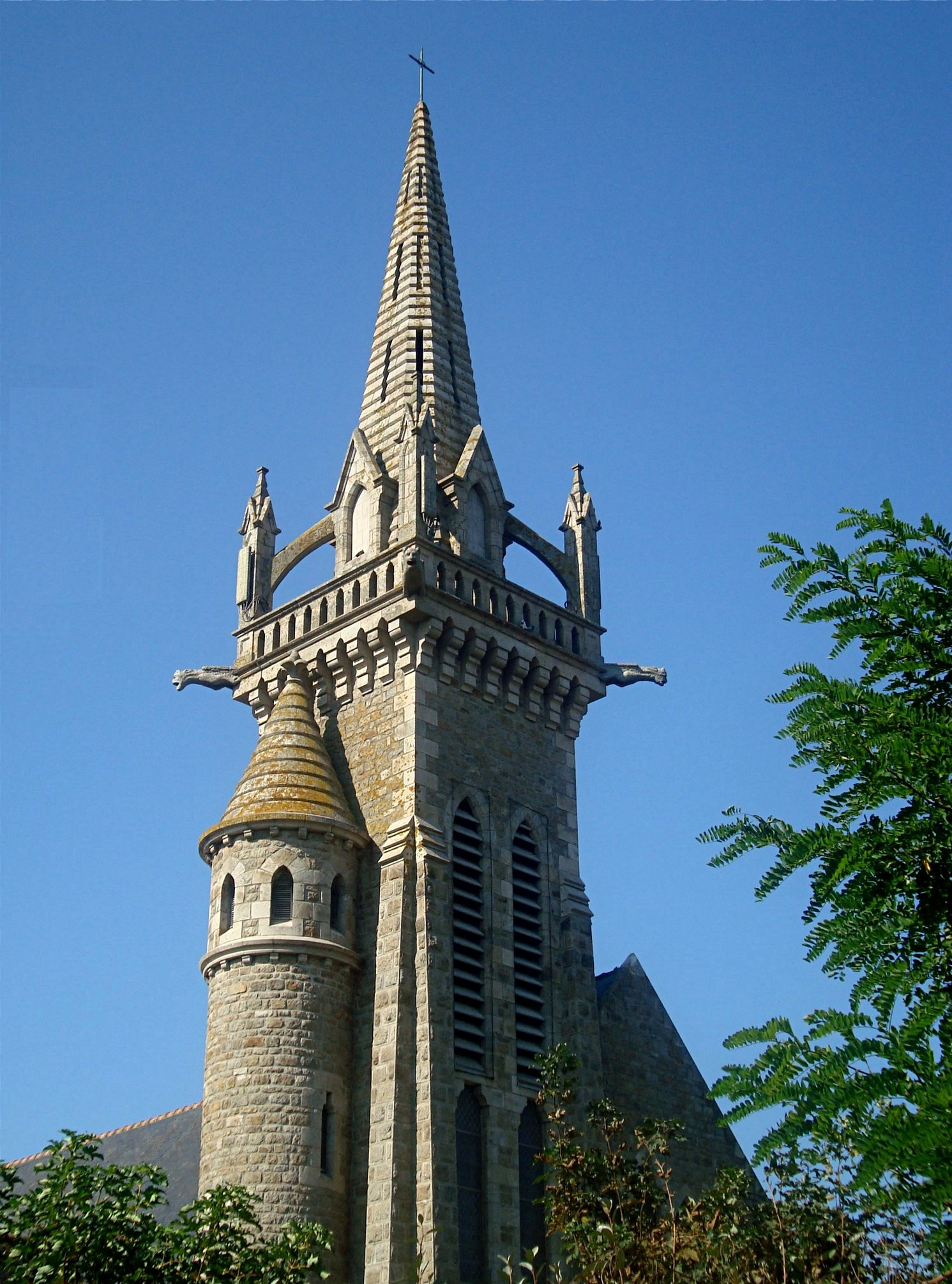
Церковь Нотр-Дам
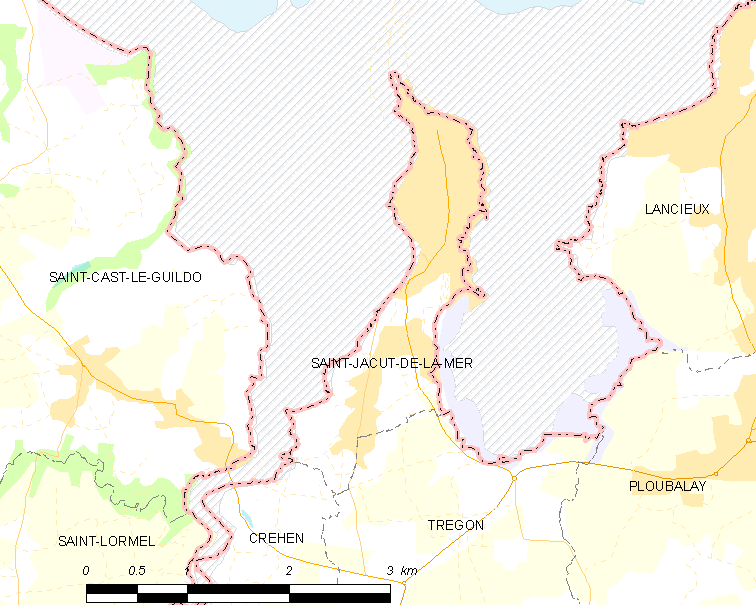
Карта коммуны